# Вокил
Вокѝл (или Укил) е българска (прабългарска) владетелска династия, вписана в Именника на българските ханове, от която произхождат няколко владетели, управлявали България през VIII век:
- хан Кормисош
- хан Винех
- хан Сабин (по линия на жена си)
- хан Умор

По време на политическата криза, обхванала младата българска държава, родът Вокил враждува с рода Угаин, като представители на двата рода се редуват да управляват. Властта се сменя чрез организирани от другия род бунтове, при които ханът бива или убит, или принуден да бяга във Византия.
Някои историци предполагат, че Вокил и Укил са един и същи род. Други са на мнение, че родът всъщност е славянски.
Според други историци произходът на клана Вокил е сред племената на Юеджите.

## Теории за произхода
Казахският тюрколог Юрий Зуев привлича вниманието към косвени доказателства, предполагащи връзките между Вокил и различни централноазиатски народи през Античността и Ранното средновековие. Засегнатите народи включват:
1. Hūjiē (呼揭) или Wūjiē (烏揭), за които смята, че са издънка на юеджите или усуните[1]
2. Xījiē (奚結), племе тиель[2]
3. Augaloi от региона Трансоксиана отвъд Амударя, сред индоевропейски говорещите тохари[3]

Подобни теории обаче са противоречиви и не могат да бъдат всички верни. Убедителни доказателства, които ги доказват или опровергават, никога не са били представени и няма консенсус сред учените дали такива връзки съществуват или не.

### Юеджи и Усуни
Юеджите и усуните са китайски екзоними за два отделни индоевропейски народа, живели в Западен Китай и Централна Азия през древността. Преди края на IV век пр. н. е. са били разположени в области, които по-късно са били част от китайските провинции Гансу и Синдзян. Имало е значително взаимодействие между тях и съседния народ – хунну, за които много учени предполагат, че са предшественици на хуните.
През около 200 г. пр. н. е. лидерът на хунну Маодун атакува юеджите  и покорява няколко други народа. Впоследствие юеджите нападат усуните около 173 г. пр.н.е. и убиват техния крал Нандуми (на китайски: 難兜靡). Според една усунска легенда малкият му син Liejiaomi е оставен в дивата природа, но е спасен по чудо от вълчица, която му позволява да суче, и гарвани, които го хранят с месо. Този основен мит споделя прилики с основателните митове на много други народи в Централна Азия. По-специално, това е основата на теориите, че Ашина – кралският клан на гьоктюрките произхожда от усуните. През 162 г. пр. н. е. юеджите претърпяват още едно, по-решително поражение от ръцете на хунну и се оттеглят от Гансу. Според Джан Циен юеджите се разпокъсват и повечето бягат на запад в долината на река Или. Усуните и хунну по-късно прогонват основната част от юеджите на юг, през Согдиана, в Бактрия. Усуните се установяват след това в Гансу, в долината Ушуй-хе (китайски: „Гарваново [-черна] водна река“), като васали на хунну.
Според китайската хроника Ханшу през 49 г. пр. н. е. владетелят на хунну Джъджъ побеждава три малки държави. Зуев разчита имената на тези държави като Hujie (呼揭) или Wūjiē (烏揭), Jiankun (堅昆) (т.е. киргизи) и динлин (丁零). Докато други учени смятат Hujie ~ Wujie за най-вероятно издънка на усуните, Зуев счита за възможно те да са били остатък от юеджите. Ханшу говори, че Hujie са се оттеглили в района на езерото Байкал и склоновете на Големия Хинган (до Динглинг). Според Зуев Hujie са емигрирали по-нататък на запад, първоначално в района на Аралско море, и може да са се присъединили към юеджите при тяхната миграция към Согдиана и Бактрия.

### Augaloi
През II век от н.е. Птолемей (VI, 12, 4) пише за Долна Сърдаря, че близо до северната част на Амударя са се намирали  ятиоите и тохарите (т.е. бактрийците), а на юг от тях е бил народ, известен като Augaloi.
Юрий Зуев постулира, че Augaloi, споменати от Птолемей, са укил. Въпреки това мнозинството от учените смятат Augaloi за погрешно предаване на племената саки.

### Xijie
Това име може да е синикизация на igil – тюркски корен, означаващ „много“ ( Xijie < 奚結γiei-kiet < igil ). В средата на VII век се съобщава, че Xijie са разположени на северния бряг на река Керулен.
Текстът на староуйгурски погребален паметник за Моянчур (ум. 759 г.) се отнася до Qara Igil bodun : комбинация от определящото qara („чернота“) и igil („хора“). (Това име може също така да предполага влиянието на Манихейството, което има „черно-бяла“ дуалистична космология.)
В жълтоюгурски текст от IX век се споменава, че Xijie са имали силен лидер на име Igil kül-irkin (старотибетски Hi-kil-rkor-hir-kin) и са били разположени до Iduq-kas, Iduq-qash, или Iduk- Az (старотибетски: Hi-dog-kas ), който може да е бил издънка или приемник на юеджите или аланите, или тюркизирани енисейскоговорещи.

### Връзка с огузите
Обстоятелствена връзка между огузите и Вокил е назоваването на Веркил, герой от епоса „Книга на Деде Коркут“.